# Tumeochrysa issikii
Tumeochrysa issikii is een insect uit de familie van de gaasvliegen (Chrysopidae), die tot de orde netvleugeligen (Neuroptera) behoort. 
Tumeochrysa issikii is voor het eerst wetenschappelijk beschreven door Kuwayama in 1961.